# Владимирский радиотелецентр РТРС
Филиал РТРС «Владимирский ОРТПЦ» — подразделение Российской телевизионной радиовещательной сети, основной оператор цифрового эфирного и аналогового эфирного теле- и радиовещания во Владимирской области.
С 2009 по 2018 годы владимирский филиал РТРС выступал исполнителем мероприятий по созданию цифровой эфирной телесети во Владимирской области в соответствии с федеральной целевой программой «Развитие телерадиовещания в Российской Федерации на 2009—2018 годы». По итогам реализации программы владимирский филиал РТРС обеспечивает 20-ю бесплатными цифровыми эфирными телеканалами 99,8 % населения региона.
Директор владимирского филиала РТРС Виталий Чубарин награжден медалью ордена «За заслуги перед Отечеством» II степени в соответствии с Указом Президента России от 03.08.2020 № 493 «О награждении государственными наградами Российской Федерации» с формулировкой «За большой вклад в реализацию проекта по переходу Российской Федерации на цифровой формат телевещания».
Во Владимире владимирский филиал РТРС предоставляет услуги связи проводного радиовещания населению, предприятиям и организациям города; обеспечивает централизованную передачу сигналов оповещения через сеть проводного радиовещания.
В 2012 году за большой вклад в развитие и процветание города Владимира владимирский филиал РТРС был занесен на Доску Почета города Владимира.

## История
1930-е годы
9 июля 1932 года — первое упоминание о проводном радиовещании в городе Владимир: газета «Призыв» разместила объявление Владимирского радиоузла о «приемке заявлений о проводке трансляций от всех граждан города».
1940 — 1950-е годы
В 1944 году во вновь образованной Владимирской области началось вещание областного радио. Первоначально радиосигнал транслировался из помещения городского радиоузла (улица Гоголя, 12), размещенного в католической церкви. В качестве ретранслятора использовалась церковная колокольня.
К 1947 году в области уже действовали 70 радиоузлов.
С 8 февраля 1956 года Владимирская ретрансляционная телевизионная станция начала трансляцию программ Центрального и областного телевидения, УКВ ЧМ радиовещания. Вещание велось со 180-метровой телевизионной мачты, расположенной по адресу: проезд Связи, дом 2б. Радиус охвата сигналом составлял всего 40 — 50 км .
1960 — 1970-е годы
Радиотелецентр создал сеть ретрансляторов малой мощности: в 1961 году — в городе Меленки и Кольчугино, в 1964 году — городе Вязники, в 1968 году — в Юрьев-Польском, в 1969 году — в поселке Селиваново, в 1970 — в городе Гороховец.
8 июля 1975 года Владимирская ретрансляционная телевизионная станция приказом Министерства связи СССР № 334 преобразована во Владимирский областной радиотелевизионный передающий центр Владимирского областного производствено-технического управления связи. Центр обеспечивал функционирование сети маломощных ретрансляторов и радиорелейных линий области.
В октябре 1977 года принята в эксплуатацию ретрансляционная двухпрограммная телевизионная станция большой мощности в деревне Быково Судогодского района. Станция транслировала Первую и Вторую программы Центрального телевидения и две радиопрограммы в УКВ ЧМ формате. Высота телевизионной мачты в Судогде — 351 м (одна из самых высоких в России).
1980 — 1990-е годы
В 1980-е года происходит замена радиолинейных и эфирных каналов подачи телевизионных программ на спутниковые каналы связи в связи с установкой первых приёмных станций космической связи системы «Москва».
В 1987 году цех проводного радиовещания города Владимир передан в состав Владимирского радиотелецентра. Цех на тот момент распространял по сети проводного радиовещания три программы центрального и областного радиовещания для предприятий, организаций и населения города.
В 1988 году началось стереовещание радиопрограмм «Маяк» в УКВ ЧМ диапазоне.
В 1990 году сотрудники филиала центральной станции радиотелефонной связи с подвижными объектами «Алтай» смонтировали и ввели в эксплуатацию подвижные объекты «Алтай».
25 июня 1991 года Владимирский радиотелецентр перешел в подчинение к Министерству связи РСФСР по связи, информатике и космосу и переименован в государственное предприятие связи «Владимирский областной радиотелевизионный передающий центр».
В 1992 году открыт дециметровый диапазон телевизионного вещания в городе Кольчугино.
В 1994 году во Владимире организовано вещание программ телеканалов «Петербург — 5 канал» и «НТВ».
8 мая 1998 года Владимирский ОРТПЦ присоединен к федеральному государственному унитарному предприятию «Всероссийская государственная телевизионная и радиовещательная компания» на правах филиала.
2000 — 2010-е годы
13 августа 2001 года ОРТПЦ выделен из состава ФГУП «ВГТРК», на его базе создан филиал федерального государственного унитарного предприятия «Российская телевизионная и радиовещательная сеть» «Владимирский ОРТПЦ».
В 2002—2004 годы цех проводного радиовещания Владимир модернизировал радиовещательное оборудование, в частности, заменил ламповые усилители на транзисторные. В 2000-е годы владимирский филиал РТРС реконструировал и модернизировал сеть аналогового телевещания в регионе:
- ремонт антенно-мачтовых сооружений РТС Быково (2003—2004), Меленки (2004), Вязники (2008);
- замена устаревших аналоговых приемных станций космической связи «Москва» на цифровые земные станции спутниковой связи;
- установка современного приемного и передающего оборудования РТС (г. Юрьев-Польский (2002), г. Гороховец (2003), д. Быково (2005—2006, 2008), г. Владимир (2008), Вязники, Меленки, Муром, Юрьев-Польский (2009);
- организация доставки сигнала областного телевидения из Владимира с помощью волоконно-оптических линий связи на ретрансляторы в городах Вязники, Гороховец, Юрьев-Польский;
- установка телебашни в Александрове (2008), Киржаче (2008);
- установка дизель — генераторных установок на РТС для обеспечения бесперебойной работы оборудования.

Продолжалась работа по организации вещания телеканалов в населенных пунктах области:
- «ТВ Центр» — деревня Быково Судогодского района (2001), города: Вязники (2004), Меленки (2007), Муром (2009);
- «ТВ- 6» — г. Владимир (2002);
- «Россия К» — д. Быково Судогодского района (2008), с. Фоминки Гороховецкого района (2009), города: Гороховец (2003), Вязники (2008), Меленки (2008), Юрьев-Польский (2008);
- «Петербург — 5 канал» — города: Владимир (2006), Гороховец (2008), Юрьев-Польский (2008), Гусь-Хрустальный (2010), Кольчугино (2010), д. Быково Судогодского района (2012);
- «Спорт» — города: Вязники (2008), Меленки (2008);
- НТВ — города: Ковров (2008), Юрьев-Польский (2008), Вязники (2009);
- ТНТ (НТК Ковров) — г. Ковров (2008);
- «Домашний» — Муром (2009).

В 2010 году владимирский филиал РТРС организовал трансляцию радиостанции «Дорожное радио» в Кольчугино на частоте 89,3 МГц, а также в городах: Вязники (90,6 МГц), Киржач (88,1 МГц), Юрьев-Польский (90,9 МГц); «Радио Рекорд» в городе Александров (88,9 МГц), «Хит — ФМ» в городе Киржач (89,7 МГц); «Русское радио» в городе Кольчугино (87,8 МГц).
В 2012 году владимирский филиал РТРС начал трансляцию радиостанций «Дорожное радио» в городе Александров (105 МГц) и «Радио — Любовь» в городе Вязники (90,1 МГц).

## Деятельность
Цифровое телерадиовещание
В 2013 году во Владимирской области началось строительство сети цифрового эфирного телевидения из 24 объектов: 7 объектов сети строились с использованием существующей инфраструктуры передающих станций аналогового вещания, еще 17 объектов — с нуля.
Первый запуск цифрового телевидения во Владимирской области состоялся 9 августа 2013 года в городе Александров. Жителям города и района стали доступны 10 теле- и 3 радиоканала первого мультиплекса цифрового телевидения.
В 2013 году были включены цифровые передатчики: 5 сентября — Вязники, 15 октября — Быково (самая мощная передающая станция, в зону охвата телевещанием входят: Владимир, ЗАТО Радужный, Ковров, Суздальский, Камешковский, Судогодский районы, а также части Ковровского, Гусь-Хрустального и Собинского районов), 17 декабря — Гороховец.
Даты запуска первого мультиплекса цифрового телевидения во Владимирской области в 2014—2017 годах представлены в таблице:
| Апрель 2014  | Киржач |
| Октябрь 2014 | Скрипино Меленковского района, Чулково Гороховецкого района, Великодворский и Окатово Гусь — Хрустального района       |
| Ноябрь 2014  | Свято Гороховецкого района, Гридино Ковровского района                                                                 |
| Декабрь 2014 | Степанцево Вязниковского района, Василево Гусь — Хрустальный район                                                     |
| Март 2015    | Крестниково Ковровского района                                                                                         |
| Июнь 2015    | Муром |
| Октябрь 2015 | Ополье Юрьев — Польского района                                                                                        |
| Апрель 2016  | Кольчугино |
| Июнь 2017    | Меленки |
| Июль 2017    | Красная Горбатка Селивановского района, Мезиновский Гусь — Хрустального района, Фетинино и Березники Собинского района |
| Август 2017  | Волосово Петушинского района Тириброво Александровского района                                                         |

15 июля 2014 года владимирский филиал РТРС запустил первый передатчик второго мультиплекса. Жителям города Александров и Александровского района стали доступны теле — и радиоканалы обоих пакетов цифрового эфирного телевидения.
В профессиональный праздник — 7 мая 2015 года запущен передатчик второго мультиплекса в Быково. Зона охвата населения Владимирской области цифровым эфирным телевидением составила более 60 %.
4 июня 2015 года состоялся запуск передатчика второго мультиплекса в Муроме.
С сентября 2017 года 10 телеканалов первого мультиплекса доступны для более чем 99 % населения Владимирской области.
В ноябре-декабре 2018 года состоялся запуск 21-го объекта второго мультиплекса.
К 1 января 2019 года сеть цифрового эфирного телевидения во Владимирской области была введена в эксплуатацию в полном объеме.
3 июня 2019 в области отключено аналоговое вещание федеральных телеканалов.
Подключение операторов кабельного телевидения к цифровой телесети
В августе 2016 года организованы и введены в эксплуатацию точки присоединения операторов кабельного телевидения к сети РТРС в городах Владимир, Александров и Муром, в декабре 2017 — д. Гридино Ковровского района, сентябрь 2018 — Кольчугино.
Проводное радиовещание
Сеть проводного радиовещания города Владимира включает в себя станционное, линейное и абонентское оборудование, позволяющее обеспечить абонентов радиопрограммами «Радио России» и «Маяк», в том числе региональными выпусками "ГТРК «Владимир». Кроме того, сеть обеспечивает централизованную подачу сигналов оповещения и информации гражданской обороны.

## Организация вещания
Инфраструктура эфирного телерадиовещания владимирского филиала РТРС включает:
- областной радиотелецентр;
- шесть производственных подразделений;
- центр формирования мультиплексов;
- 24 передающих станции;
- 52 приемных земных спутниковых станций;
- центральную станцию сети проводной радиостанции;
- радиоузел;
- четыре опорно-усилительных и одну усилительную станции сети проводного радиовещания[30].

На базе этой инфраструктуры предприятие транслирует во Владимирской области:
- 20 телеканалов и три радиоканала в цифровом формате;
- два телеканала в аналоговом формате ("Матч! Страна","Че") и пять радиоканалов: «Радио России», «Маяк», «Дорожное радио», «Радио Рекорд», «Наше Радио».

## Социальная ответственность
15 февраля 2013 года филиал создал первичную профсоюзную организацию.

## Руководитель
Виталий Чубарин родился в 1955 году в Ангарске Иркутской области. Окончил Московскую государственную юридическую академию в 2001 году. С 2017 года — директор владимирского филиала РТРС.